# بوئدیونو
بوئدیونو (انگلیسی: Boediono؛ زادهٔ ۲۵ فوریهٔ ۱۹۴۳) اقتصاددان اهل اندونزی است.